# Березовский (Кировская область)
Березовский — поселок в составе Мурашинского района Кировской области. 

## География
Находится на расстоянии примерно 15 километров по прямой на юго-запад от районного центра города Мураши.

## История
Упоминается с 1874 года, когда здесь была построена Троицкая каменная церковь и населенный пункт получил статус села (Берёзово). В 1989 году учтено 28 жителей. До 2021 года входил в Мурашинское сельское поселение Мурашинского района, ныне непосредственно в составе Мурашинского района.

## Население
Постоянное население  составляло 13 человека (русские 92%) в 2002 году, 5 в 2010.